# Amaurobius ausobskyi
Amaurobius ausobskyi is een spinnensoort in de taxonomische indeling van de nachtkaardespinnen (Amaurobiidae).
Het dier behoort tot het geslacht Amaurobius. De wetenschappelijke naam van de soort werd voor het eerst geldig gepubliceerd in 1998 door Konrad Thaler & Knoflach.